# Hollywood Barn Dance
Der Hollywood Barn Dance war eine US-amerikanische Country-Sendung, die vom Mittelwellensender KNX aus Hollywood, Kalifornien, gesendet wurde.

## Geschichte
Der Hollywood Barn Dance wurde 1943 von Cottonseed Clark, zum damaligen Zeitpunkt noch relativ unbekannt, organisiert. Die Show wurde live aus dem CBS-KNX Studio mit Publikum abgehalten und über KNX und später über das Columbia Broadcasting System landesweit gesendet. Bereits von Anfang an traten viele berühmte Musiker  wie Merle Travis, Johnny Bond, Jimmy Walker, Foy Willing and his Riders of the Purple Sage, Maureen O’Connor und Sally Foster im Hollywood Barn Dance auf. Auch der spätere Produzent und A&R-Manager Cliffie Stone startete seine Karriere als Musiker hier.
In den nächsten Jahren entwickelte sich der Hollywood Barn Dance zu einer ausgesprochen erfolgreichen Barn Dance Show, vor allem auch dadurch, dass sie in den 1940er-Jahren neben Foreman Phillips’ Los Angeles County Barn Dance die einzige Sendung ihres Formats an der Westküste war. Der Hollywood Barn Dance wurde bald zu einem Mittelpunkt der Country-Szene an der US-Westküste und jeder Star dieser Region absolvierte Auftritte dort.
1946 zog der Hollywood Barn Dance in den Western Palisaders Ballroom in Santa Monica um. Mehr als 3000 Zuschauer besuchten die erste Sendung in der neuen Lokalität und Cottonseed Clark wurde als bester Moderator ausgezeichnet. 1948 wurde die Show jedoch abgesetzt. Clark initiierte noch im selben Jahr mit Billy Starr und Jimmy Walker den Country Carnival Barn Dance.

## Gäste und Mitglieder
| - Cottonseed Clark - Johnny Bond - Cliffie Stone - Joe Maphis - Jimmy Walker - Merle Travis - Jimmy Wakely - Roy Rogers - Hoosier Hot Shots - Sons of the Pioneers - Dale Evans | - Foy Willing and his Riders of the Purple Sage - Andy Parker and the Plainsmen - Smiley Burnette - Joaquin Murphey - Gabby Hayes - Chet Lauck - Ken Card - Sally Foster - Maureen O’Connor - Dusty King - Colleen Summers |